# 2199 Клет
2199 Клет (2199 Klet) — астероїд головного поясу, відкритий 6 червня 1978 року.
Тіссеранів параметр щодо Юпітера — 3,594.